# Ламп (грчка митологија)
Ламп (грч. Λάμπος) је у грчкој митологији било име више личности.

## Митологија
- Према Аполодору и Хомеровој „Илијади“, Ламп је био Лаомедонтов и Стримин, Леукипин или Плакијин син. Он је био један од тројанских старешина, а његов син Долоп је учествовао у тројанском рату.[1]
- Био је један од Египтида, Египтових синова, чија је мајка била Горго, а супруга Данаида Окипета.[2]
- Био је један од Тебанаца који су припремили Тидеју заседу, пре него што ће отпочети поход седморице против Тебе. Као и остале, Тидеј га је убио.[1]
- Један од бранилаца Тебе када је нападнута у рату седморице против Тебе. Он је покушао да силује свештеницу Манто, Тиресијину кћерку. Убили су га у том рату Амфијарај и Аполон.[1]

- Два коња су имала овај назив; Хекторов и богиње Еоје[3], као и један од Актеонових паса.[4]